# Chan as-Subul
Chan as-Subul (arab. ‏خان السبل‎) – miejscowość w Syrii, w muhafazie Idlib. W 2004 roku liczyła 6551 mieszkańców.